# Instituto Smithsoniano de Investigaciones Tropicales

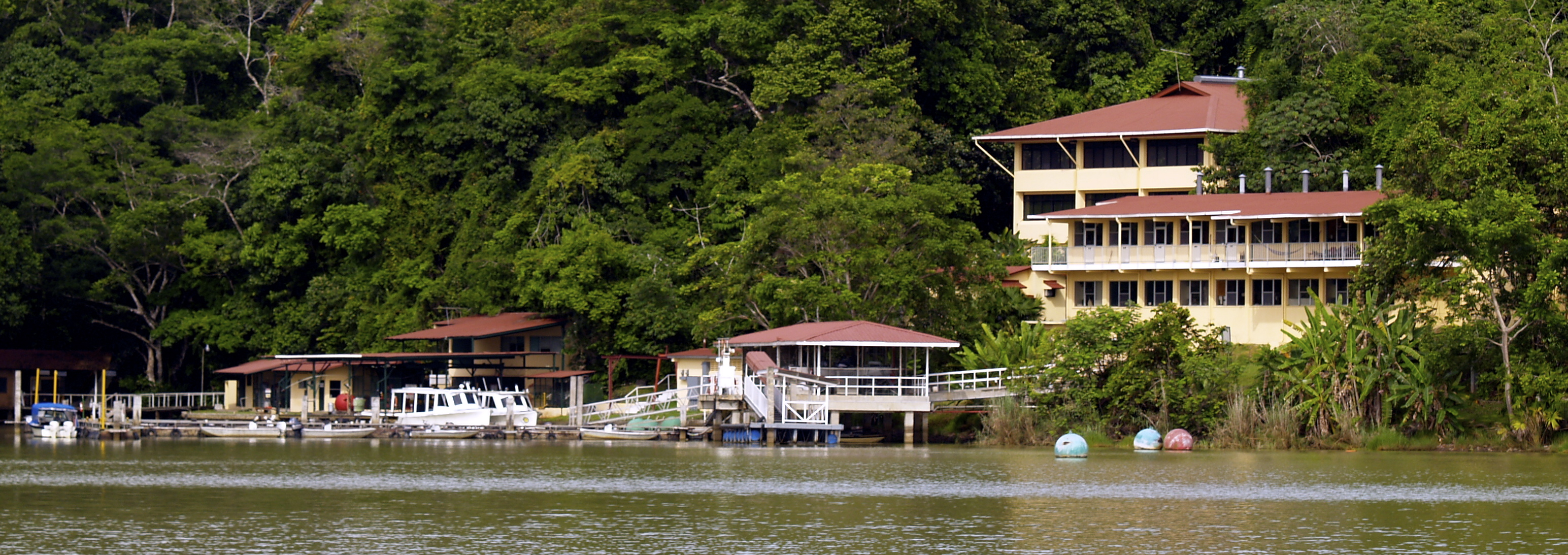
Barro Colorado Research

El Instituto Smithsonian de Investigaciones Tropicales o STRI (siglas del inglés Smithsonian Tropical Research Institute) es un centro de investigaciones administrado por el Instituto Smithsoniano y emplazado en Panamá. El centro es la única dependencia de dicha institución ubicada fuera de los Estados Unidos y se dedica al estudio de la diversidad biológica de los trópicos. El STRI cuenta con varias instalaciones en diferentes puntos del país, incluyendo la isla de Barro Colorado, una isla artificial ubicada en el lago Gatún del Canal de Panamá. Recibe anualmente más de 900 investigadores estadounidenses y de otras nacionalidades.

## Historia
La historia del STRI comienza con un acuerdo establecido en 1910 entre el secretario del Instituto Smithsonian, Charles Doolittle Walcott y Federico Boyd, encaminado a facilitar el estudio de diversidad biológica de la Zona del Canal de Panamá. Tras la declaración de la isla de Barro Colorado como un área protegida en 1923, esta se convirtió en un escenario natural para las investigaciones relacionadas con la biota de los bosques tropicales.
El actual STRI data de la década de los 1960s, cuando fueron contratados los primeros científicos permanentes y se iniciaron los programas de becas para apoyar las aspiraciones de biólogos tropicales. La relación con Panamá fue oficialmente formalizada en 1977, a raíz de los Tratados Torrijos-Carter. El país ofreció la custodia y soporte a las instalaciones del centro en 1997, momento cercano al cumplimiento de dichos tratados.

## Instalaciones

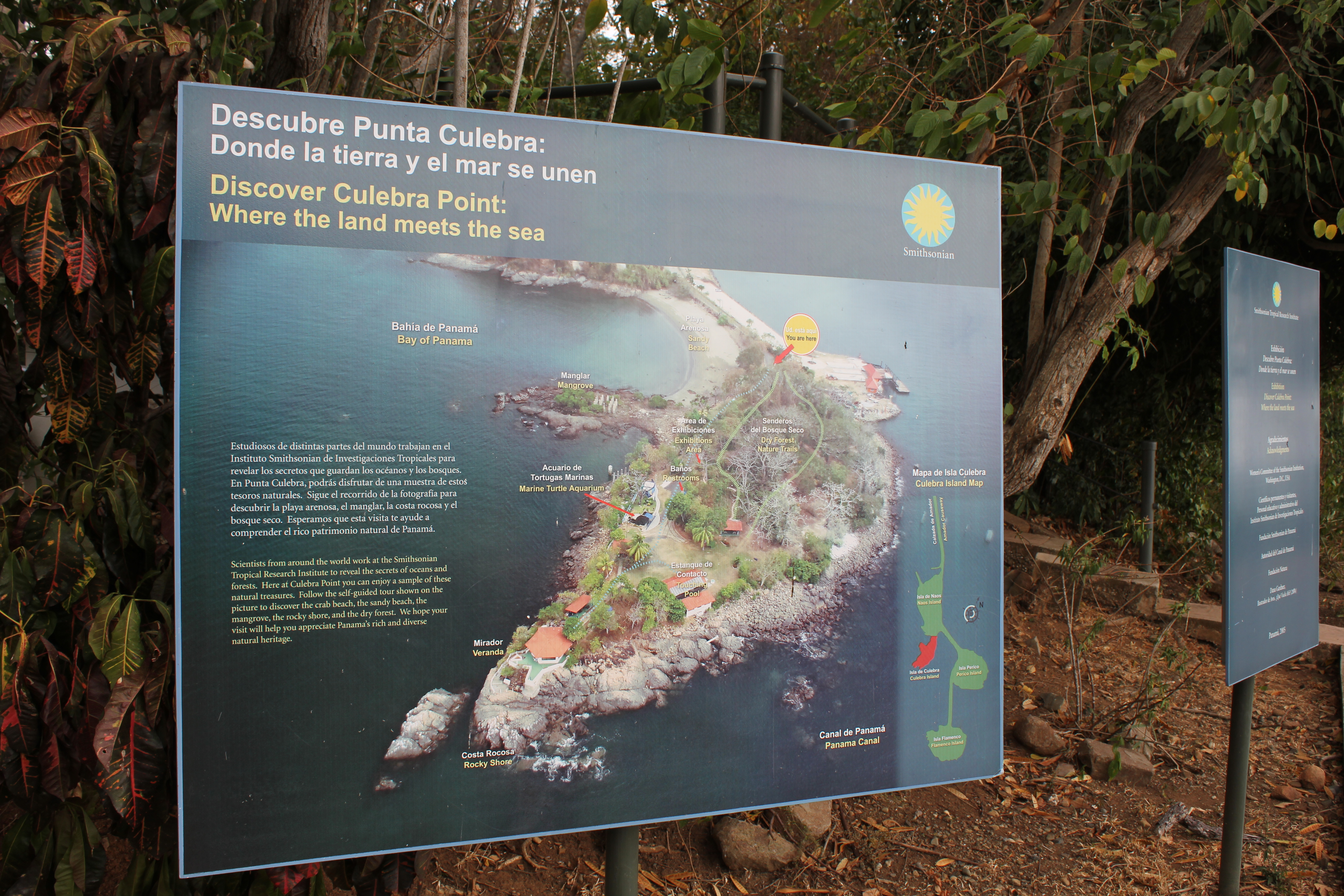
Centro de Exhibiciones Marinas de Punta Culebra, Calzada de Amador, Panamá.

El STRI tiene su sede principal en un edificio ubicado en áreas del corregimiento de Ancón, nombrado en honor a Earl S. Tupper. Además de la estación permanente en la isla de Barro Colorado, el centro cuenta con laboratorios y estaciones de investigación en áreas de la Calzada de Amador, Gamboa, Bocas del Toro, Chiriquí y Colón. Asimismo, éste administra el Centro de Exhibiciones Marinas de Punta Culebra, ubicado también en la Calzada de Amador.